# Żegluga Bydgoska

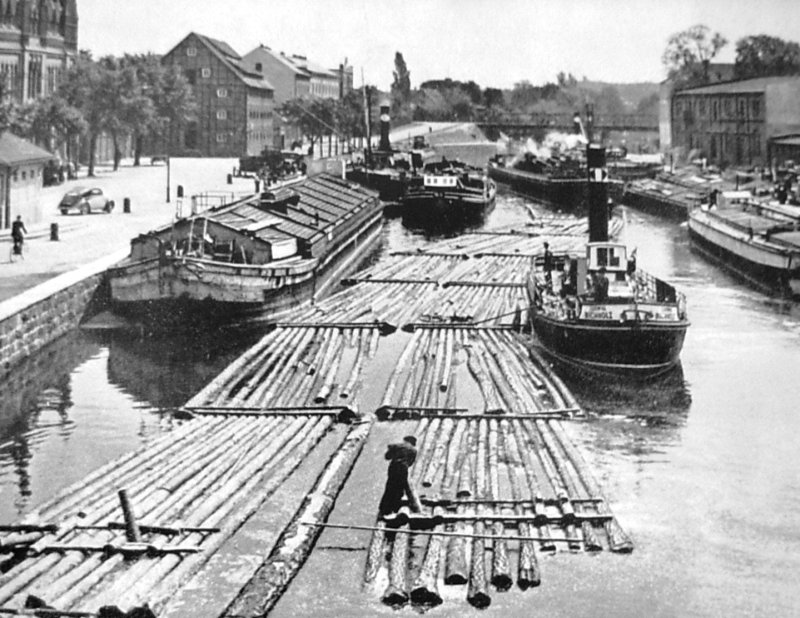
Berlinki, holowniki i tratwy w Starym Porcie

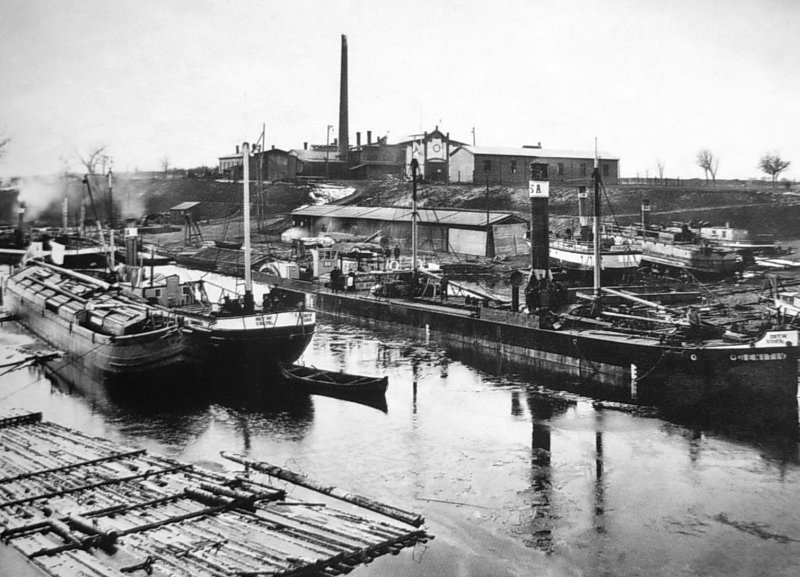
Stocznia Bydgoskiego Towarzystwa Żeglugi Holowniczej Spółka Akcyjna (1891-1920)

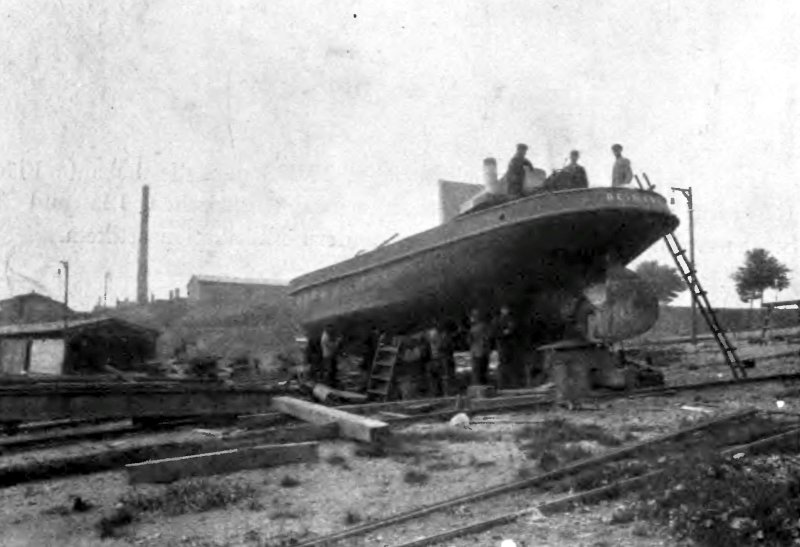
Statek w budowie w stoczni Lloyda Bydgoskiego

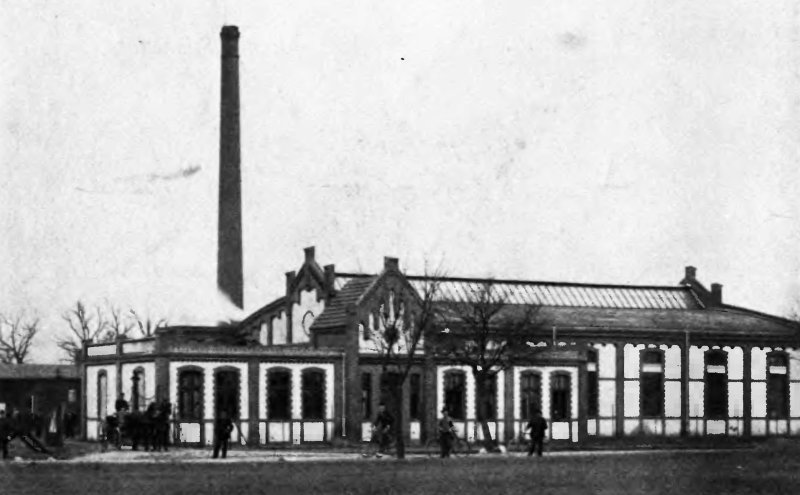
Fabryka maszyn Lloyda Bydgoskiego

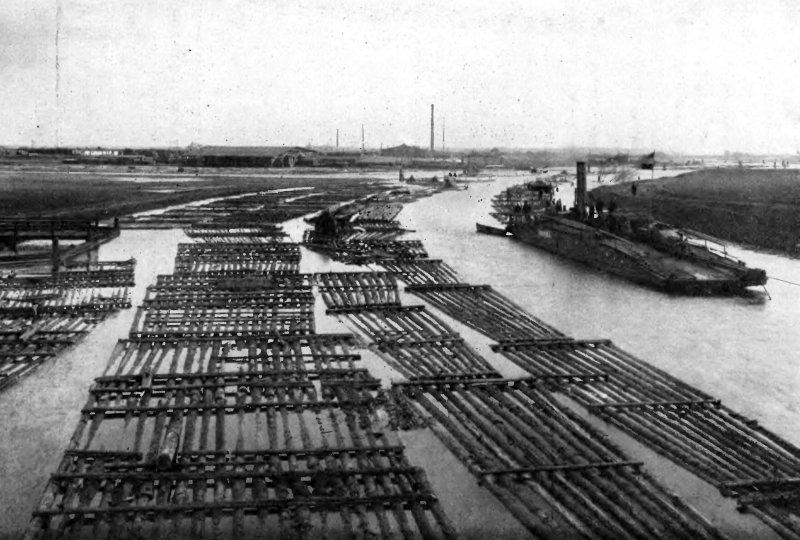
Spław drewna i żegluga holownicza prowadzona z bydgoskiego Portu Drzewnego

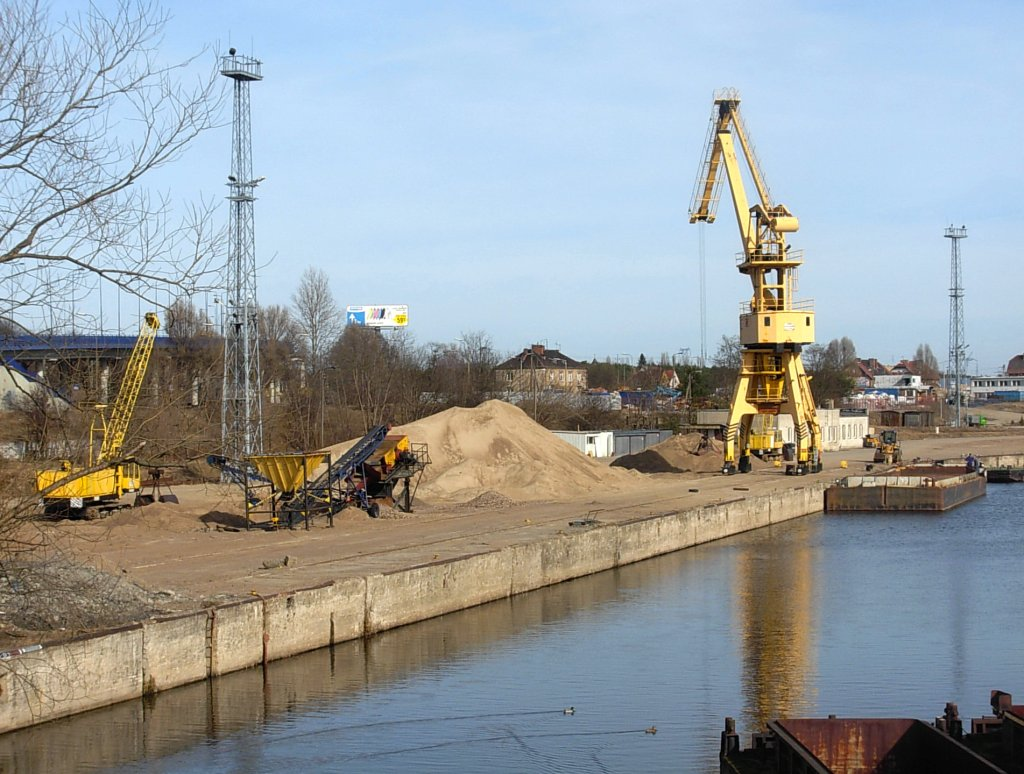
Nabrzeże portu

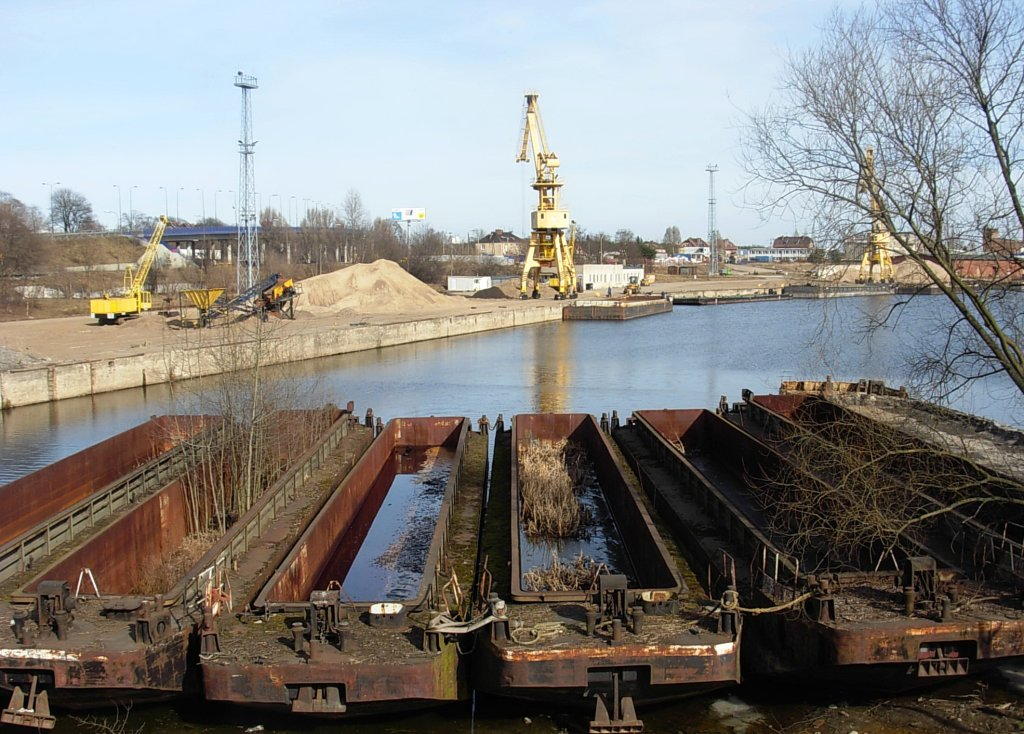
Widok z ul. Spornej

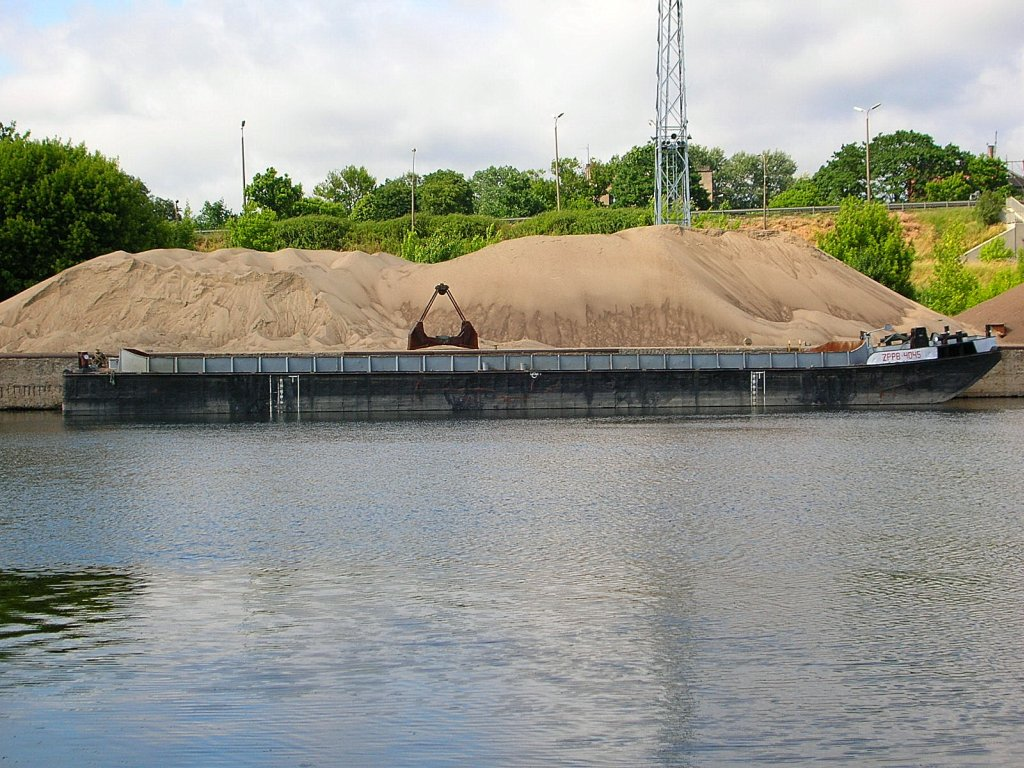
Załadunek kruszywa

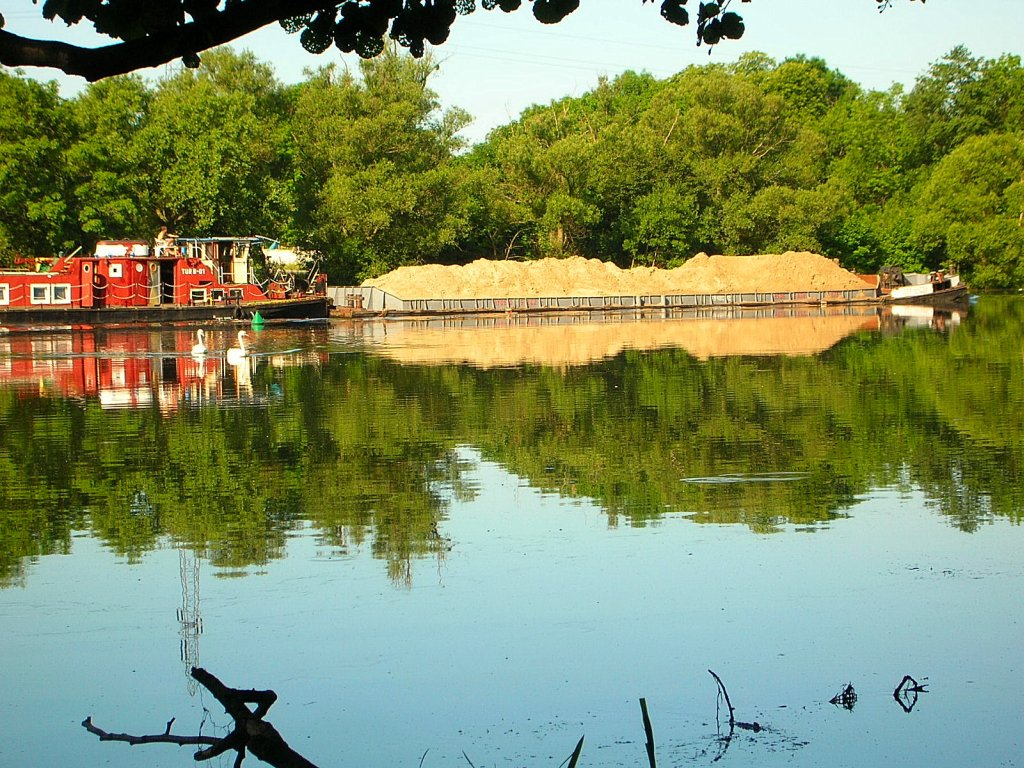
Transport kruszywa na dolnej Brdzie w 2005 r.

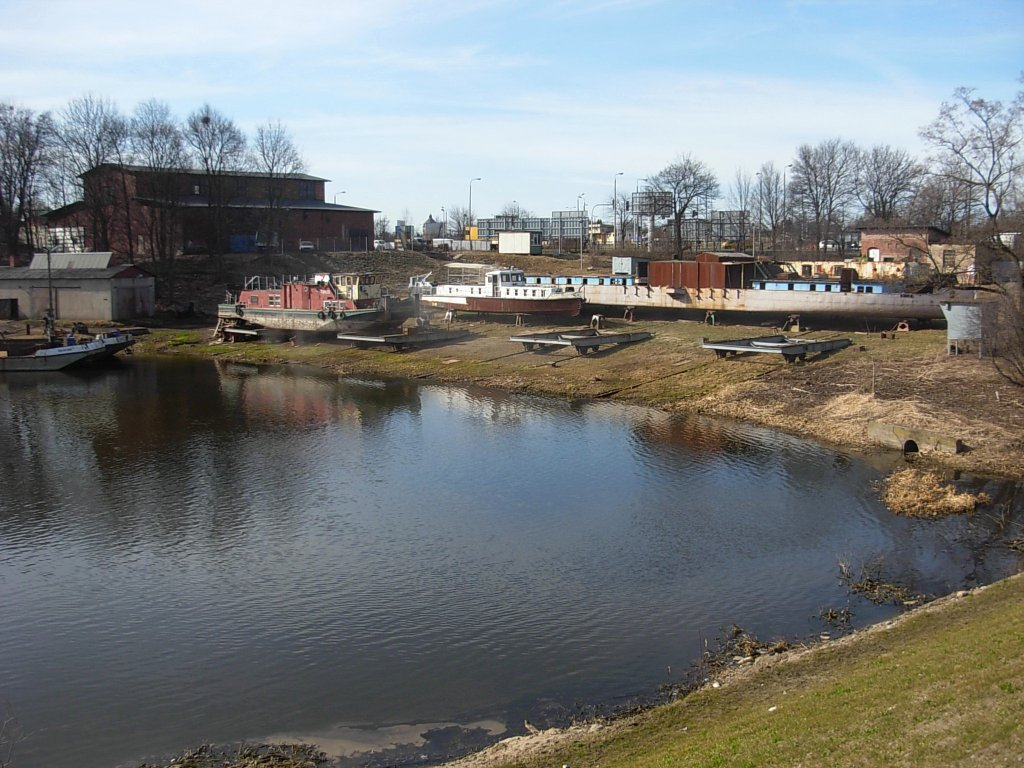
Stocznia remontowa

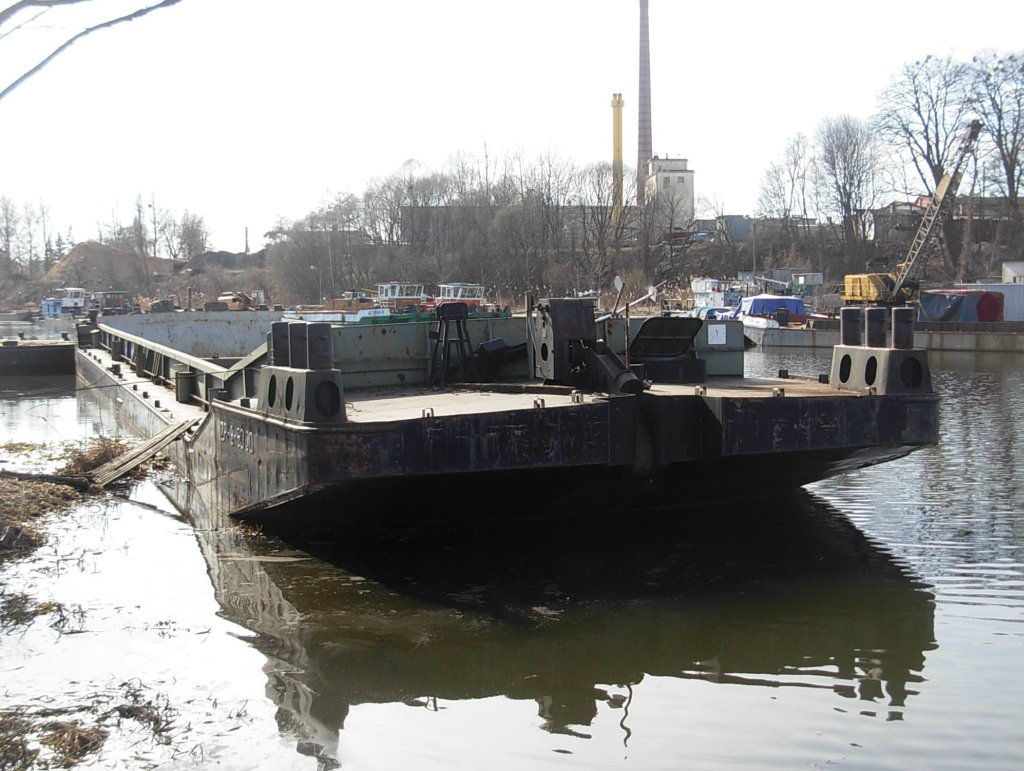
Barka

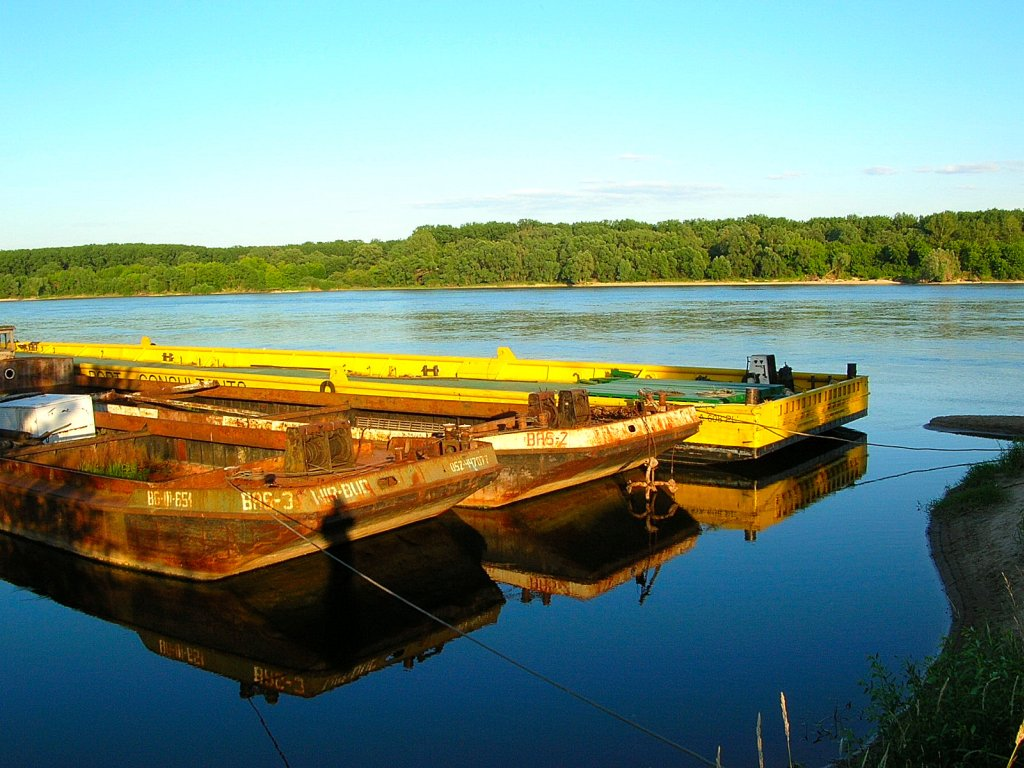
Barki na Wiśle w Bydgoszczy-Fordonie

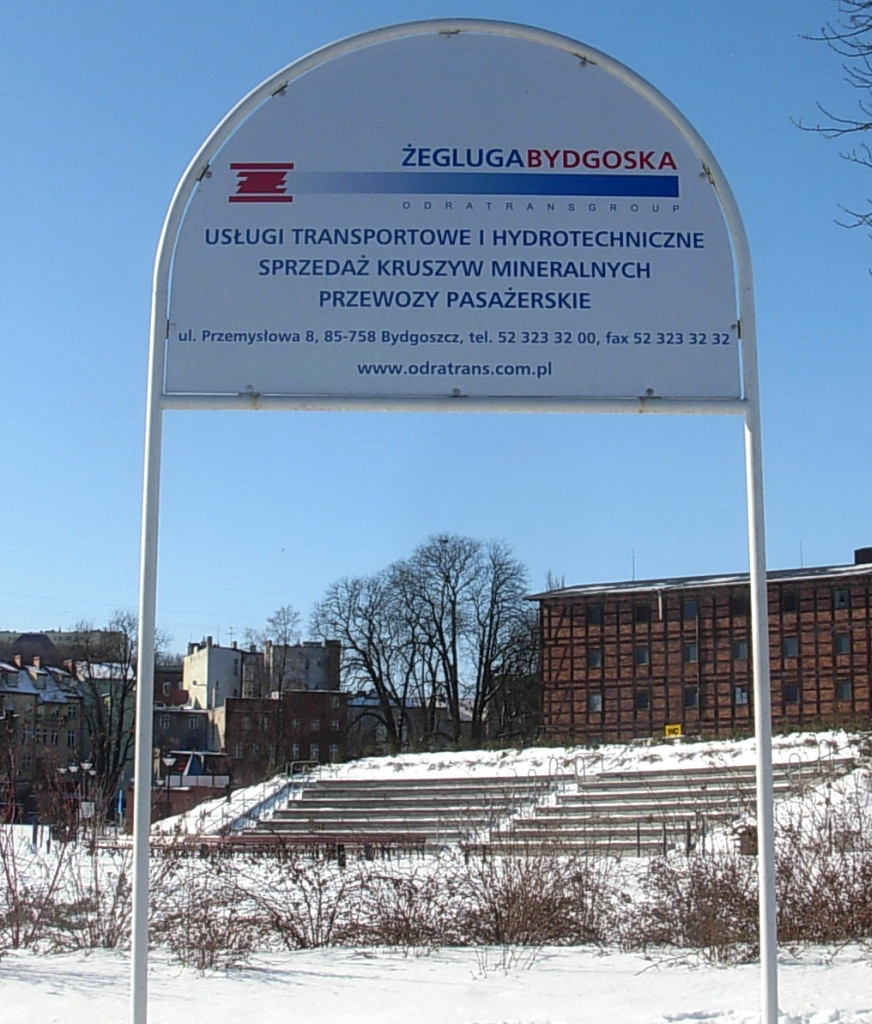
Żegluga Bydgoska na Wyspie Młyńskiej w 2013 r.

Żegluga Bydgoska – przedsiębiorstwo żeglugi śródlądowej w Bydgoszczy. Od 12 sierpnia 2009 r. jest jedną ze spółek Grupy Kapitałowej Odratrans S.A. we Wrocławiu (od 2012 – OT Logistics S.A.). Jest naturalnym kontynuatorem tradycji żeglugowych w Bydgoszczy, sięgających 1869 roku.

## Historia
Tradycje żeglugi śródlądowej w Bydgoszczy sięgają czasów egzystencji grodu bydgoskiego, a pierwsze wzmianki pisane o żegludze na Brdzie pochodzą z XIV wieku. W XV wieku istniał w Bydgoszczy cech szyprów, posiadające statut potwierdzony w 1487 r. przez starostę bydgoskiego Andrzeja Kościeleckiego. Bydgoszcz była jednym z nielicznych miast w Rzeczypospolitej, posiadających organizację szyprów rzecznych. Obok cechu szyprów, istniał cech sterników, którego statut zatwierdziła w 1591 r. Rada Miejska w Bydgoszczy. W końcu XVI wieku bractwo liczyło około 80 sterników i ich pomocników, zwanych pomagrami.

### Okres pruski 1869-1920
Intensywny rozwój bydgoskiego przemysłu w drugiej połowie XIX wieku i nasilający się w związku z tym ruch żeglugowy na Wiśle i Brdzie zrodził potrzebę zorganizowania przedsiębiorstwa które byłoby w stanie przejąć transporty od istniejącej tu od 1870 r. żeglugi holowniczej. Dochodził do tego również spław drewna oraz przeładunek i składowanie towarów w portach nad Wisłą, Brdą i Kanałem Bydgoskim.
Pierwszą w Bydgoszczy firmę dysponującą nowoczesnymi holownikami i barkami otworzył 3 czerwca 1869 roku bankier A. Aronson. Od 20 stycznia 1883 roku spółka nazywała się „Bromberger Schleppschiffahrt F.W. Bumke” (Bydgoska Żegluga Holownicza F.W. Bumke). Od 29 sierpnia 1891 roku firma zmieniła nazwę na „Bromberger Schleppschiffahrt Aktien Gesellschaft” (Bydgoskie Towarzystwo Żeglugi Holowniczej Spółka Akcyjna). Jej udziałowcami byli: bankier i radca komercjalny Louis Aronsohn, radcy miejscy: Heinrich Dietz, Fritz Kleindienst, Karl Wenzel i Emil Werckmeister oraz gmina Bydgoszcz.
Firma przejęła od spółki F.W. Bumkego koncesję na prowadzenie holowniczej żeglugi łańcuchowej na Brdzie, od jej ujścia do Wisły do śluzy miejskiej, dwa holowniki łańcuchowe, śrubową łódź parową „Victor”, fabrykę maszyn w Zimnych Wodach oraz posiadłość w Czersku Polskim wraz z gorzelnią.
Siedzibą spółki przez cały okres istnienia była Bydgoszcz, a jej dyrekcja mieściła się w tzw. „pałacyku Lloyda”, położonym nad Brdą.
Funkcje przewodniczących Rady Nadzorczej spółki pełnili w okresie pruskim kolejni nadburmistrzowie Bydgoszczy, m.in.: Hugo Braesicke, Alfred Knobloch, Paul Mitzlaff oraz radca miejski Heinrich Dietz. Wiceprzewodniczącym był przez wiele lat Louis Aronsohn, zaś wśród członków znajdowało się wielu znanych w Bydgoszczy i regionie niemieckich kupców, fabrykantów i bankierów.
Spółka nabyła parcele w podbydgoskich gminach (dziś dzielnice Bydgoszczy): Zimne Wody i Kapuściska, jak również folwark Siernieczek oraz młyn i cegielnię w Czersku Polskim. Przejęła również prawa i obowiązki Gminy Miejskiej Bydgoszcz, wynikające z zawartej przez nią umowy z pruskim Skarbem Państwa. Według umowy państwo pruskie było zobowiązane do poprawy stanu dróg wodnych między Wisłą a Odrą, wykonania przekopu w łuku dolnej Brdy i do odstąpienia spółce obu martwych ramion rzeki w Zimnych Wodach. W zamian przedsiębiorstwo żeglugowe miało założyć na lewym brzegu Brdy port przeładunkowy i wyposażyć go we wszystkie niezbędne urządzenia.
W 1891 r. Bydgoskie Towarzystwo Żeglugi Holowniczej uruchomiło fabrykę maszyn i stocznię w Zimnych Wodach. Fabryka maszyn produkowała m.in. kotły parowe, żurawie, konstrukcje stalowe i łańcuchy holownicze. Sztandarowym produktem fabryki były urządzenia wyposażenia gorzelni, które do 1918 r. sprzedano dla przeszło tysiąca zakładów w Niemczech i za granicą. W miejscowej stoczni budowano parowce, berlinki i inne statki rzeczne konstrukcji drewnianej, stalowej lub kombinowanej oraz dokonywano remontów taboru pływającego. W 1892 r. uruchomiono cegielnię parową oraz tartak w Czersku Polskim, który na początku XX w. przerabiał 30 tys. m³ drewna. Drugi, większy (55 tys. m³ drewna) tartak należący do Towarzystwa znajdował się na Siernieczku i zbudowany został w 1899 r. Oba tartaki posiadały bocznice kolejowe. Kolejnym zakładem należącym do spółki żeglugowej była gorzelnia parowa w Czersku Polskim. Spółka posiadała także gospodarstwa rolne: folwarki w Siernieczku, dwa w Zimnych Wodach oraz centralne gospodarstwo w Ściersku.
W 1897 r. rząd pruski zatwierdził opracowany przez spółkę projekt portu rzecznego w Zimnych Wodach. W tym samym roku Urząd Budownictwa Wodnego w Bydgoszczy wykonał przekop dużego meandru Brdy zmieniający dotychczasowy kierunek rzeki, zaś Towarzystwo przez nowo powstałą wyspę przeprowadziło drogę (dziś: ul. Sporna) z dwoma stalowymi mostami, łączącą ul. Fordońską z ul. Toruńską. Starorzecze Brdy przeznaczono na basen portowy. Budowę portu rzecznego przeprowadzono w latach 1897–1904. Powstały wtedy m.in.: kolej dojazdowa, bocznice, place składowe, magazyny do przeładunku towarów z barek do wagonów kolejowych oraz żurawie parowe.
Na początku XX w. zdolność przeładunkowa portu sięgała 2 tys. wagonów rocznie.
W pierwszym dziesięcioleciu XX wieku Bydgoskie Towarzystwo Żeglugi Holowniczej zbudowało osiedle mieszkań dla robotników w Zimnych Wodach i Czersku Polskim, a w pobliżu portu i fabryki maszyn – restaurację (1905 r.) Przedsiębiorstwo posiadało również własną Kasę Chorych, które zapewniało świadczenia socjalne swoim pracownikom.
W latach 1905–1920 spółka rozwinęła działalność spedycyjną, przejmując żeglugę towarową między Gdańskiem a Bydgoszczą oraz innymi miejscowościami położonymi nad Wisłą (aż do Torunia). Do 1919 r. powstały: filia w Gdańsku oraz przedstawicielstwa dla ekspedycji towarów w Tczewie, Gniewie, Korzeniewie, Nowem nad Wisłą i Świeciu.
Powstanie i działalność Bydgoskiego Towarzystwa Żeglugi Holowniczej wpłynęło bardzo korzystnie na ożywienie bydgoskiego przemysłu i handlu oraz rozwoju wschodniej dzielnicy składowo-przemysłowej (dziś dzielnice: Bydgoszcz Wschód, Zimne Wody, Siernieczek, Brdyujście).

### Okres międzywojenny 1920-1939
Nowy okres w historii przedsiębiorstwa rozpoczął się wraz z przejęciem Bydgoszczy przez władzę polską 19 stycznia 1920 r. Firmę częściowo spolonizowano poprzez zmianę nazwy na „Lloyd Bydgoski, Bromberger Schleppschiffahrt, Towarzystwo Akcyjne” oraz wprowadzenie Polaków do zarządu spółki.
Sytuacja przedsiębiorstwa w latach 1920–1925 była trudna, z powodu głębokich zmian gospodarczych związanych ze zmianą granic politycznych, odejścia części pracowników narodowości niemieckiej, zmniejszenia spławu drewna i ruchu żeglugowego na drodze wodnej Wisła-Odra. Niewiele zleceń otrzymywał port przeładunkowy Lloyda, gorzelnia oraz tartaki, natomiast nie brakowało zleceń dla stoczni, cegielni oraz fabryki maszyn. Następne lata charakteryzowały gwałtowne wahania koniunktury na drewno oraz wzrost znaczenia transportu na Wiśle, kosztem Kanału Bydgoskiego, co nie było korzystne dla obrotów portu rzecznego.
W latach 1923–1930 prezesem Rady Nadzorczej firmy został prezydent Bydgoszczy Bernard Śliwiński. Jego wsparcie i interwencje pomogły firmie przetrwać trudne lata inflacji, wojny celnej z Niemcami i zmiennej koniunktury gospodarczej. 30 maja 1931 r. akcjonariusze podjęli uchwałę o zmianie nazwy firmy na: „Lloyd Bydgoski Towarzystwo Akcyjne”. W tym samym roku miasto Bydgoszcz stało się większościowym udziałowcem firmy. Pozostałymi udziałowcami były: spółka żeglugowa Lloyd Polski (16%), Karbid Wielkopolski (11%) i spółka David Francke & Söhne z Berlina (6%). W 1933 r. prezesem Rady Nadzorczej Lloyda został ostatni prezydent przedwojennej Bydgoszczy Leon Barciszewski.
Korzystna koniunktura gospodarcza dla firmy rozpoczęła się od 1926 r. Lloyd utrzymywał stały ruch holowniczy z Gdańska do Warszawy, przewożąc towary kolonialne (ryż, ekstrakty garbarskie), a w drodze powrotnej – z Płocka, Włocławka i innych miejscowości – zboże dla Gdańska. W 1926 r. w porcie przeładunkowym Lloyda przeładowano, a następnie przewieziono do Gdańska 62 tys. ton węgla. W tym roku uruchomiono również oddział firmy w Warszawie, a kilka lat później agenturę w Poznaniu.
W 1928 r. Lloyd sprzedał miastu Bydgoszczy ulicę Sporną, dwa żelazne mosty oraz pola irygacyjne położone w Kapuściskach Wielkich i Czersku Polskim.
Sytuacja przedsiębiorstwa w latach wielkiego kryzysu (1931-1933) była bardzo trudna. Lloyd zmuszony był zrezygnować z wielu inwestycji i zamierzonych przedsięwzięć gospodarczych oraz ograniczyć produkcję swoich zakładów przemysłowych. Skutkiem trudności gospodarczych była sprzedaż tartaku i gorzelni w Czersku Polskim oraz dzierżawa cegielni i gospodarstw rolnych należących do przedsiębiorstwa.
Od 1934 r. mimo polepszenia koniunktury i wzrostu żeglugi towarowej, ogólna kondycja spółki nie poprawiła się, gdyż zyski trzeba było przeznaczyć na częściowe pokrycie strat z lat ubiegłych, uregulowanie odsetek zaległych podatków i świadczeń socjalnych.
Lloyd Bydgoski w 1934 r. dysponował 19 statkami i 17 barkami. Miał swe oddziały w Warszawie, Gdańsku i Włocławku. Jego statki pływały zarówno po Brdzie i Kanale Bydgoskim, jak również po Wiśle. W przededniu wybuchu II wojny światowej „Lloyd Bydgoski” posiadał 15 statków holowniczych o sile 2545 KM i 1 statek parowy, pilotowy o sile 90 KM, 1 statek morski o sile 125 KM – razem 2760 KM, oraz 17 barek o pojemności 6324 ton. Dla zaspokojenia potrzeb zleceniodawców „Lloyd” angażował dodatkowo do przewozu towarów – szyprów posiadających własne barki.
Oprócz transportu towarowego Lloyd prowadził również transport pasażerski na Brdzie i Wiśle. W niedziele i święta holowniki parowe wykorzystywano jako statki spacerowe.
Przewozy Lloyda Bydgoskiego w latach 1934–1938:
| Rok  | Tonaż towarów [tys. ton] | Zboże [tys. ton] | Cukier [tys. ton] |
| 1934 | 235                      | 134              | 64                |
| 1935 | 257                      | 155              | 70                |
| 1936 | 243                      | 154              | 60                |
| 1937 | 172                      |                  |                   |
| 1938 | 222                      |                  |                   |

W dwudziestoleciu międzywojennym firma należała do największych przedsiębiorstw żeglugowych w Polsce, mimo permanentnych trudności finansowych, z jakimi borykała się przez cały ten okres. W warunkach kryzysu i chwiejnej koniunktury gospodarczej spółka potrafiła się rozwinąć, nie zapominając jednocześnie o interesach miasta i regionu.

### Okres okupacji niemieckiej 1939–1945
Po wybuchu II wojny światowej i zajęciu Bydgoszczy przez Wehrmacht, majątek firmy został skonfiskowany przez niemiecki Główny Urząd Powierniczy – Wschód. Wprowadzono zarząd komisaryczny, który zawieszono 3 września 1942 r. Głównym udziałowcem Towarzystwa w okresie okupacji była firma „Preussische Bergwerks- und Hütten Aktiengesellschaft” z Berlina. Powrócono do pierwotnej nazwy przedsiębiorstwa z czasów pruskich, tj. „Bromberger Schleppschiffahrt Aktiengesellschat”. W Radzie Nadzorczej zasiedli wyłącznie Niemcy. Spółka miała swoje oddziały w Warszawie, Poznaniu i Gdańsku, a jej agentury znajdowały się w Grudziądzu, Płocku i Włocławku, a przedstawicielstwa m.in. w Nakle, Czarnkowie, Ujściu, Gorzowie Wielkopolskim i Międzychodzie.
W nowej sytuacji politycznej zmienił się kierunek i zasięg ekonomicznego oddziaływania firmy. Niemcy powrócili do osi równoleżnikowej, która już w ramach państwa pruskiego, doskonale zdała egzamin. Dla usprawnienia ruchu statków w tym kierunku opracowali projekt budowy kanału lateralnego dla statków o nośności 1000 ton, który miał przebiegać po północnej stronie Brdy, od Osowej Góry do Fordonu.
Niemieckie barki motorowe kursowały przez Kanał Bydgoski i Wisłę z Rzeszy do Prus Wschodnich przewożąc węgiel i inne towary masowe. Żegluga była bardzo intensywna z uwagi na wykorzystanie możliwości przewozowych kolei przez Wehrmacht. W warunkach narzuconych przez wojnę firma działała niemal do jej zakończenia, wspierając wysiłek wojenny III Rzeszy.

### Okres powojenny 1945–1990
Po wyzwoleniu Bydgoszczy spod okupacji niemieckiej firma przeszła w polskie ręce.
Na mocy rozporządzenia ministra komunikacji z 7 marca 1945 r. ustanowiono nad firmą przymusowy zarząd państwowy. Wskutek działań wojennych zostało zniszczonych 6 statków, 9 barek, a statek morski wywieziony w głąb Niemiec. W 1945 roku zdatnych do użytku było tylko 8 statków holowniczych o sile 1470 KM oraz 8 barek o pojemności 2974 ton. Obok zniszczeń taboru zostały spalone nieruchomości i magazyny w oddziałach „Lloyda” w Warszawie i Gdańsku. Mimo strat wojennych przedsiębiorstwo było drugim co do wielkości przedsiębiorstwem transportu wodnego w kraju.
W 1947 r. Okręgowy Urząd Likwidacyjny przekazał spółkę wraz z całym majątkiem w zarząd i użytkowanie miastu Bydgoszczy. 13 lutego 1948 r. „Lloyd Bydgoski” został upaństwowiony na mocy orzeczenia Ministra Komunikacji. Z dniem 1 marca 1951 r. załogi pływające barek prywatnych zaliczono w poczet stałych pracowników przedsiębiorstwa.
W przeciwieństwie do czasów międzywojnia, kiedy Lloyd Bydgoski był przedsiębiorstwem wielozakładowym, po 1945 r. przedsiębiorstwo skupiło się na działalności związanej z żeglugą, pozbywając się innych składników majątku. Cegielnia w 1951 r. została przekazana Zjednoczeniu Ceramiki Budowlanej, a gospodarstwa rolne początkowo prywatnym dzierżawcom, a w 1950 r. Państwowym Gospodarstwom Rolnym
W latach 50. XX w. firma przeżywała okres zmian organizacyjnych, zmieniały się również jej nazwy. Do końca 1951 roku firma była Ekspozyturą Żeglugi na Wiśle w Warszawie, podobnie jak Ekspozytury w Gdańsku, Krakowie i Giżycku. Od 1 stycznia 1952 r. Ekspozytura Żeglugi na Wiśle w Bydgoszczy uzyskała uprawnienia zakładu na pełnym wewnętrznym rozrachunku gospodarczym z własną księgowością i bilansami. Ekspozyturze Bydgoskiej podlegały Bazy Remontowe w Bydgoszczy i Chełmnie, Ekspozytura Gdańska, Port Handlowy Poznań i Ekspozytury kl. II w Toruniu, Grudziądzu, Tczewie i Gorzowie Wielkopolskim. W tym czasie przedsiębiorstwo działało pod nazwą „Żegluga Śródlądowa”, a następnie „Żegluga na Wiśle”. W 1954 r. nastąpiła reorganizacja przedsiębiorstwa, przyjęto nazwę „Bydgoska Żegluga na Wiśle” i zostało ono podporządkowane bezpośrednio Ministerstwu Żeglugi. Następnie przedsiębiorstwo uzyskało organizacyjną podległość Zjednoczeniu Żeglugi Śródlądowej i Stoczni Rzecznych. Ponieważ przedsiębiorstwo rozszerzało działalność na wszystkie drogi wodne, nie tylko na Wisłę, w roku 1962 zmieniono nazwę na „Żeglugę Bydgoską”.
Następnie struktura organizacyjna „Żeglugi Bydgoskiej” ustabilizowała się w sposób następujący:
- dyrekcja, z siedzibą w Bydgoszczy;
- porty handlowe: w Bydgoszczy, Ujściu, Krzyżu Wielkopolskim, Kostrzynie nad Odrą, Malborku, we Włocławku oraz przeładownia w Elblągu;
- bazy remontowe: w Bydgoszczy, Chełmnie i Czarnkowie;
- ekspozytury terenowe: w Gdańsku, Grudziądzu, Toruniu, Gorzowie Wielkopolskim i Szczecinie;
- stacja obsługi w Bielinku oraz przeładownia w Barcinie.

Zasięg pływania floty Żeglugi Bydgoskiej obejmował głównie dolną Wisłę od Płocka do Gdańska, drogę wodną Wisła-Odra, Kanał Górnonotecki, Wartę od Lubonia do ujścia rzeki oraz rzekę Odrę i drogi wodne Europy Zachodniej (Niemcy, Belgia, Holandia, Francja, Szwajcaria, Luksemburg).
W latach 1945–1955 przedsiębiorstwo dysponowało taborem pływającym, wyprodukowanym w większości przed I wojną światową. Były to głównie jednostki o napędzie parowym i barki konstrukcji drewnianej. Pierwsza modernizacja taboru pływającego nastąpiła w 1955 r., kiedy pozyskano 2 holowniki spalinowe.
W latach 60. i 70. XX w. dokonano remontu kapitalnego taboru barkowego oraz pozyskano około 100 nowych jednostek: barek motorowych BM-500, holowników BN-300, holowników HR-150 (Krakowiaki), pchaczy typu Łoś, Tur, Bizon, bunkierek pływających, zbiornikowców śródlądowych ZP-1130, barek pchaczy typu BP-38P, BP-300, BPP-400, BP-500, statków pasażerskich typu SP-150. Te ostatnie: „Ondyna” dla Bydgoszczy, „Dziwożona” dla Poznania i „Wodnik” dla Torunia w 1972 przewiozły 120 tys. pasażerów.
Od lat 60. XX w. Żegluga Bydgoska prowadziła szkolenia kapitanów żeglugi śródlądowej i mechaników. W latach 1960–1976 przeszkolono ponad 2800 osób w 5 kierunkach: marynarza, bosmana, sternika, porucznika i kapitana żeglugi śródlądowej.
W latach 50. XX wieku w przewozach największą pozycję stanowiła radziecka ruda żelaza przeładowywana z wagonów w portach: Bydgoszczy i Poznania dla huty w Szczecinie. Stamtąd barki wracały z cegłą rozbiórkową i drewnem opałowym, przeznaczonym dla Warszawy. Część barek otwartych uczestniczyła w przewozach na Warcie oraz na dolnej Wiśle. Głównymi towarami, jakie transportowano w przewozach kolejowo-wodnych były: cement, zboże, buraki cukrowe, cukier, konopie, faszyna, ziemniaki i inne. Pod koniec lat 50. XX w. Żegluga Bydgoska przewoziła 200 tys. ton towarów rocznie.
W latach 60. XX w. przewożono cukier polski, eksportowany przez porty morskie w Gdańsku i Gdyni, importowany cukier kubański, sodę, zboże, mąkę, ryż, bawełnę, ziarno kakaowe, meble, konopie, rowery i inne towary drobnicowe. W 1963 r. zapoczątkowano przewozy zagraniczne do państw Europy Zachodniej. W okresie 1965–1970 pierwszeństwo w przewozach zagranicznych należało do statków polskich płynących do RFN, a następnie do Holandii, Belgii i Luksemburga. Przewożono 20 różnych gatunków towarów. W okresie zimowym, gdy polskie rzeki były skute lodami, przeciętnie 40-50 jednostek Żeglugi Bydgoskiej pracowało na Renie przewożąc towary między portami niemieckimi.
W latach 70. XX w. Żegluga Bydgoska przestawiła się na przewozy masowe, które w 1977 r. osiągnęły 95% przewożonej masy towarowej. W przewozach krajowych dominowały: kruszywa budowlane, wydobywane z Wisły i przewożone na potrzeby budownictwa do portu rzecznego w Bydgoszczy oraz do Malborka, nawozy sztuczne transportowane z Polic do Krzyża i Ujścia, kamień wapienny z Barcina do Bydgoszczy, węgiel i rudę żelaza z portów morskich Szczecin-Świnoujście na Dolny Śląsk i odwrotnie. W drugiej połowie lat 70. uruchomiono regularne przewozy oleju opałowego ze Szczecina do Berlina Zachodniego. Żegluga wyspecjalizowała się również w przewozach różnych maszyn i urządzeń wielkogabarytowych o dużym ciężarze.
Oprócz żeglugi towarowej i pasażerskiej, ważną rolę w działalności Żeglugi odgrywały trzy bazy remontowe (Czarnków, Chełmno i Bydgoszcz) oraz porty przeładunkowe. W latach 1973–1974 wyremontowano port rzeczny w Bydgoszczy, dzięki czemu jego przeładunki sięgały w latach 70. 200 tys. ton towarów. Zmodernizowano również port rzeczny w Poznaniu, Ujściu, Krzyżu i Kostrzynie.
Przewozy Żeglugi Bydgoskiej w latach 1955–1981:
| Rok  | Tonaż towarów [tys. ton] |
| 1955 | 214                      |
| 1960 | 298                      |
| 1965 | 443                      |
| 1970 | 998                      |
| 1972 | 1176                     |
| 1973 | 1116                     |
| 1975 | 1720                     |
| 1979 | 3372                     |
| 1981 | 1506                     |

Znaczne pogorszenie kondycji gospodarczej przedsiębiorstwa nastąpiło w latach 80. XX w., które okazały się czasem stagnacji, dekapitalizacji majątku, wstrzymania inwestycji. O ile w 1980 r. Żegluga Bydgoska przewiozła ponad 3 mln ton różnych ładunków, to w 1981 r. w wyniku zahamowania inwestycji budowlanych, wstrzymania przewozu kruszywa i wyeliminowania żeglugi śródlądowej z przewozu węgla kamiennego, firmie groziło bankructwo. Znaczne spadki przeładunków zanotowano również w portach rzecznych, należących do Żeglugi Bydgoskiej. W 1982 r. Żegluga Bydgoska zatrudniała 800 pracowników oraz flotyllę 250 jednostek. Przewieziono 1,6 mln ton towarów, z tego połowę za granicą.
W latach 80. XX w. przemieszczono część taboru na Odrę i trasę Szczecin – Świnoujście oraz w większym zakresie podjęto przewozy za granicą.
Przedsiębiorstwo zostało zmuszone do szukania zleceń na przewozy między portami Europy Zachodniej, a także na drogach wodnych NRD. Podejmowano również przewozy eksportowe i importowe, głównie do Niemiec, Belgii i Holandii. W latach 90. przewozy zagraniczne stanowiły już 80–90% wszystkich przewozów towarowych.

### Historia najnowsza 1990-2010
30 listopada 1995 r. Żegluga Bydgoska została przekształcona w spółkę akcyjną. Połowę udziałów posiadały Narodowe Fundusze Inwestycyjne, 25% Skarb Państwa, 15% pracownicy, a pozostałe udziały – inwestorzy prywatni. W 1998 r. spółkę objął Program Powszechnej Prywatyzacji przedsiębiorstw państwowych.
Żegluga Bydgoska w 2000 r. była jednym z dwu największych armatorów śródlądowych w Polsce. Przewiozła 1.686 tys. ton ładunków, w tym 1.168 tys. ton to ładunki zagraniczne. W skład Spółki wchodziły – porty handlowe w Bydgoszczy, Malborku, Kostrzynie, Poznaniu, Ujściu oraz bazy remontowe w Bydgoszczy, Czarnkowie i Chełmnie wydzierżawione spółce Stocznie Śródlądowe Żeglugi Bydgoskiej Sp. z o.o., w której Żegluga Bydgoska posiadała 94% udziałów. W eksploatacji posiadała 46 barek motorowych o łącznym tonażu 22.028 tw, 64 barki pchane (31.575 tw), 30 pchaczy (8.492 KW), 2 holowniki (363 KW) i 6 pontonów.
W 2003 r. NFI S.A. podpisał umowę sprzedaży pakietu akcji Żeglugi Bydgoskiej firmie Izo-Erg z Gliwic. Powstała Grupa Kapitałowa Izo-Erg-Odratrans-Żegluga Bydgoska. Po rocznej współpracy, w grudniu 2004 r. Odratrans S.A. przejął pakiet kontrolny w spółce Żegluga Bydgoska S.A. będącej jej głównym krajowym konkurentem.
12 sierpnia 2009 r. spółka Żegluga Bydgoska – Odratrans S.A została w całości wchłonięta wraz z całym majątkiem przez spółkę Odratrans S.A., która zlikwidowała bydgoską spółkę, a majątek wyprzedała. Przetrwała jedynie część majątku, która wcześniej znajdowała się w posiadaniu spółki Porty Żeglugi Bydgoskiej Sp. z o.o. z siedzibą w Bydgoszczy i stanowiła zaplecze transportowo spedycyjne dla jej właściciela, spółki Odratrans S.A.
W 2010 r., w wyniku przejęć innych firm żeglugowych w Polsce i Europie Zachodniej, Odratrans S.A. stała się podmiotem posiadającym jedną z większych flot w Unii Europejskiej (prawie 1000 jednostek).

## Współczesność
W 2010 r. w Bydgoszczy istnieje przedsiębiorstwo Żegluga Bydgoska sp. z o.o., które jest sukcesorem spółki Żegluga Bydgoska – Odratrans S.A. przejętej 12 sierpnia 2009 r. w całości przez Odratrans S.A. we Wrocławiu (od 2012 Odratrans działa jako OT Logistics).
Żegluga Bydgoska Sp. z o.o. zgodnie z przyjętym w Grupie Kapitałowej podziałem działa na Wiśle i w portach Trójmiasta. Jest właścicielem ponad 40 jednostek, na które składają się pontony, barki i pchacze. Podstawowym źródłem dochodów spółki jest sprzedaż na lokalnych rynkach w Bydgoszczy, Chełmnie, Kwidzynie i Malborku kruszyw pozyskiwanych z Wisły (500 tys. ton w 2008 r.) Świadczy również usługi przewozowe dotyczące ładunków ponadgabarytowych na Wiśle oraz usługi hydrotechniczne. Spółka świadczy również na rzecz miasta Bydgoszczy usługi w zakresie eksploatacji tramwaju wodnego kursującego po Brdzie.